# Championnats du monde de judo 1969
Les Championnats du monde de judo 1969 se tiennent à Mexico au Mexique. Les judokas japonais remportèrent tous les titres dans toutes les catégories.

## Résultats

### Hommes
| Catégories        | Or                  | Argent          | Bronze                              |
| ----------------- | ------------------- | --------------- | ----------------------------------- |
| - 63 kg           | Yoshio Sonoda       | Toyokazu Nomura | Sang Chul Kim Sergei Suslin         |
| - 70 kg           | Hiroshi Minatoya    | Yoshimitsu Kono | Chil Bok Kim David Rudman           |
| - 80 kg           | Isamu Sonoda        | Katsuya Hirao   | Cho Sung Il Martin Poglajen         |
| - 93 kg           | Fumio Sasahara      | Peter Hermann   | Tomoyuki Kawabata Vladimir Pokataev |
| + 93 kg           | Shuji Suma          | Klaus Glahn     | Mitsuo Matsunaga Givi Onashvili     |
| Toutes catégories | Masatoshi Shinomaki | Wim Ruska       | Ernst Eugster Nobuyuki Sato         |

## Tableau des médailles
| Rang | Nation               | Or | Argent | Bronze | Total |
| ---- | -------------------- | -- | ------ | ------ | ----- |
| 1    | Japon                | 6  | 3      | 3      | 12    |
| 2    | Allemagne de l'Ouest | 0  | 2      | 0      | 2     |
| 3    | Pays-Bas             | 0  | 1      | 2      | 3     |
| 4    | Union soviétique     | 0  | 0      | 4      | 4     |
| 5    | Corée du Sud         | 0  | 0      | 3      | 3     |

## Source
- (en) Judoinside.com